# Metallvikt
Metallvikt är ett variabelt mått som fordom användes på en mängd metall.
Det började med bergsvikten, som avsåg hur mycket ett parti järn eller koppar vägde vid produktionsorten. Detta parti fraktades av forbönder till en uppstad, som hade rätt till inrikeshandel. Efter eventuell omlastning kunde en annan forbonde transportera vidare till en stapelstad, som hade rätt till utrikeshandel.
Varje forbonde hade rätt att förse sig med viss del av godset som betalning för transporten. Det som avlämnades vid uppstaden var alltså lite lättare än det som lastats i bergslagen. Det som sedan kunde vägas in vid stapelstaden var ännu lite lättare.
Det var noga fastställt hur de olika vikterna skulle förhålla sig till varandra d v s hur mycket betalt forbonden skulle få;
- 1 skeppund tackjärnsvikt = 26 lispund (markpund) stapelstadsvikt (194,5 kg)
- 1 skeppund bergsvikt = 22 lispund (markpund) stapelstadsvikt (149,6 kg)
- 1 skeppund uppstadsvikt = 21 lispund (markpund) stapelstadsvikt (142,8 kg)
- 1 skeppund stapelstadsvikt = 136 kg

Exempel
Transport från Bergslagen till (närmaste) uppstad var värd 149,6 — 142,8 = 6,8 kg järn, alternativt koppar. (Byteshandel; pengar var inte vanligt bland allmänheten på den tid det begav sig. Det förutsattes att forbonden kunde använda denna betalning in natura på något sätt i sin övriga verksamhet.)

## Källa
1. ↑  ”Svensk Lokalhistorisk Databas (SLHD) ”. Arkiverad från originalet den 12 augusti 2020. https://web.archive.org/web/20200812101751/http://www.lokalhistoria.nu/vart-att-veta/vikt-matt-och-myntenheter. Läst 12 juli 2020.